# Pionjärerna (film)
Pionjärerna är en amerikansk långfilm från 1974 i regi av Jan Troell. Filmen spelades in i Big Sur, Kalifornien, USA.

## Handling
Den unga kvinnan Hannah Lund söker en äktenskapspartner via en annons. Zandy Allan svarar och de två gifter sig. Allan visar sig dock ha en konservativ kvinnosyn då han anser att kvinnan ska vara till nytta för mannen och inte komma upp med egna idéer. Lund delar inte makens åsikter och konflikt uppstår. Alltefter vad filmen fortskrider ändrar sig dock Allan och till slut börjar han att visa Lund respekt och de två kan leva som jämlikar.

## Rollista
- Gene Hackman - Zandy Allan
- Liv Ullmann - Hannah Lund
- Eileen Heckart - Ma Allan, Zandys mor
- Susan Tyrrell - Maria Cordova
- Harry Dean Stanton - Walter Songer
- Joe Santos - Frank Gallo
- Frank Cady - Pa Allan, Zandys far
- Sam Bottoms - Mel Allan, Zandys bror
- Bob Simpson - Bill Pincus
- Vivian Gordon - gatflickan
- Fabian Gregory Cordova - Paco, indianpojke